# Clinopodium tauricola
Clinopodium tauricola — вид квіткових рослин з родини глухокропивових (Lamiaceae).

## Біоморфологічна характеристика
Стебла 10–40 см, лежачі чи висхідні, щільно-залозисті. Листки від широкояйцеподібних до еліптичних, 10–25 × 5–22 см, округлі біля основи, цілокраї чи злегка зазубрені, гострі, щільно залозисті та рідко вкриті короткими жорсткими волосками, неглибоко чи помітно пилчасті, жорсткі та з помітними жилками внизу. Чашечка 6.5–10 мм, трубка з 11 жилками, щільно залозиста, горло голе, але основа зубців з виступаючими волосками, зубці ледь війчасті, верхні 0.8–1.5 мм, нижні 1.5–2 мм. Віночок фіолетовий, 17–20 мм, трубка розширюється за чашечку. Квітує у червні й вересні.

## Поширення
Ендемік півдня Туреччини.
Росте на вапнякових скелях 940–1900 метрів.

## Синоніми
- Calamintha tauricola P.H.Davis
- Satureja tauricola (P.H.Davis) Greuter & Burdet